# Svarttjärnen (Resele socken, Ångermanland, 702846-157930)
Svarttjärnen är en sjö i Sollefteå kommun i Ångermanland och ingår i Ångermanälvens huvudavrinningsområde. Sjön har en area på 0,0227 kvadratkilometer och ligger 341,3 meter över havet.

## Delavrinningsområde
Svarttjärnen ingår i det delavrinningsområde (702873-157883) som SMHI kallar för Utloppet av Svarttjärnen. Medelhöjden är 376 meter över havet och ytan är 0,52 kvadratkilometer. Det finns inga avrinningsområden uppströms utan avrinningsområdet är högsta punkten. Svarttjärnbäcken som avvattnar avrinningsområdet har biflödesordning 5, vilket innebär att vattnet flödar genom totalt 5 vattendrag innan det når havet efter 49 kilometer. Avrinningsområdet består mestadels av skog (100 procent).